# Eastern Airways
Eastern Airways es una aerolínea con base en el aeropuerto de Humberside, en Lincolnshire (Reino Unido).  Efectúa vuelos regulares domésticos y charters privados. En torno a 1.300.000 pasajeros anuales son transportados en su red de vuelos regulares.
Tiene bases en el aeropuerto de Humberside, el aeropuerto de Aberdeen, el aeropuerto de Newquay Cornwall y el aeropuerto de Jersey. 

## Historia

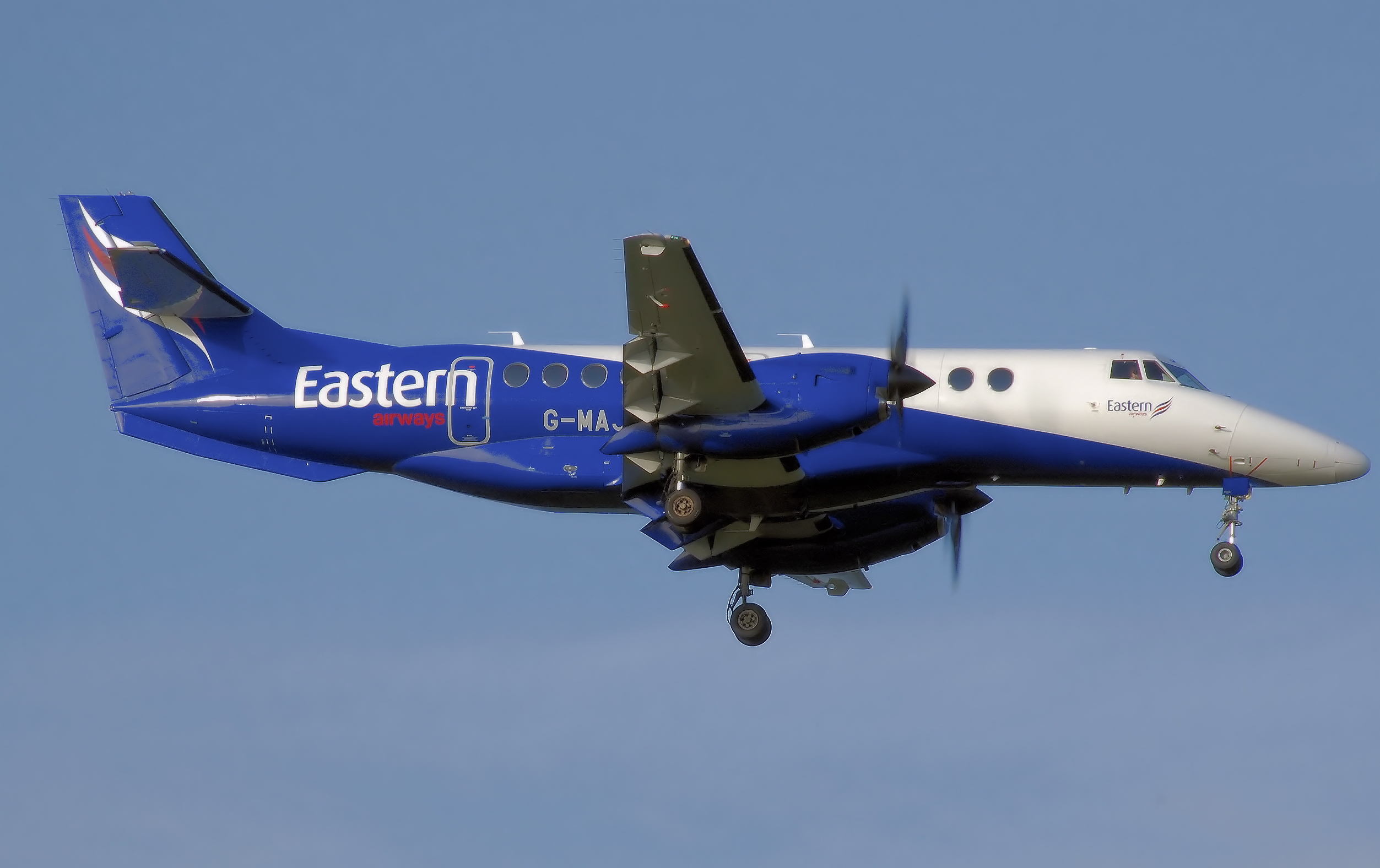
British Aerospace Jetstream 41 aterrizando.

### Primeros años (1997-2009)
Cofundada por Bryan Huxford y Richard Lake, la aerolínea inició operaciones en diciembre de 1997 con una ruta regular entre Humberside y Aberdeen, con un Fairchild Swearingen Metroliner arrendado, tras la retirada de KLM UK de la ruta. En febrero de 1999, adquirió Air Kilroe, con sede en Mánchester, otorgándole un certificado de operador aéreo y una flota de dos aviones BAe Jetstream 32.
En 2002, el primer BAe Jetstream 41 se incorporó a la flota de Eastern, el tipo de avión que constituyó la aleta dorsal de la flota.
El 30 de marzo de 2003, se transfirieron doce aeronaves y sus rutas asociadas desde British Airways CitiExpress. También se arrendaron con tripulación un Embraer ERJ-145 y un ERJ-135 a City Airlines en 2003, que posteriormente fueron reemplazados por aviones Saab 2000, alcanzando un máximo de ocho en operación en 2013, incluyendo adquisiciones a Crossair y otras aerolíneas europeas.
En 2006, Eastern Airways arrendó con tripulación un Dornier 328 a Cirrus Airlines durante seis meses para operar un servicio entre Newcastle y Londres-City, antes de cambiarlo al BAe Jetstream 41. Eastern Airways también adquirió un simulador de entrenamiento Jetstream 41.
Como parte de la campaña "Personas apasionadas, lugares apasionados" de One North East para el nordeste de Inglaterra, Eastern Airways pintó un Jetstream 41 con colores promocionales. También participó en el Sunderland International Airshow de 2007. También se pintó un Saab 2000 con el color promocional "Aberdeen City and Shire". La aerolínea cerró su centro de operaciones en la Isla de Man en agosto de 2009, interrumpiendo las rutas a Birmingham y Newcastle upon Tyne desde el aeropuerto.

### Desarrollo y compra por parte del GrupoBristow(2010-2017)
En julio de 2010, la aerolínea recibió un Embraer ERJ-135 de 37 plazas y firmó el contrato de arrendamiento de un segundo, añadiendo así aviones a reacción a su flota por primera vez desde la adquisición para reemplazar los Embraer ERJ que operaba anteriormente. Se utilizarán principalmente en servicios chárter a Europa Central y Oriental; sin embargo, también ofrecerán mayor flexibilidad en los vuelos programados de la aerolínea. En julio de 2010, la aerolínea bautizó uno de sus aviones BAe Jetstream 41 en honor al comediante Ken Dodd para celebrar el aniversario del inicio de sus vuelos desde Liverpool y el apoyo demostrado por Dodd en la región.
En septiembre de 2010, se anunció la compra de Air Southwest por parte de Eastern Airways, que cerró la aerolínea un año después debido a las continuas pérdidas y los cambios en el crecimiento de Flybe.
En agosto de 2012, Eastern Group adquirió el 82% de la participación de Manchester Airports Group en el aeropuerto de Humberside, convirtiéndose en la principal aerolínea que presta servicios al aeropuerto. En febrero de 2014, el Grupo Bristow, un importante operador de helicópteros que presta servicios a la industria petrolera y gasística offshore, adquirió el 60% de Eastern Airways y, en 2018, el 40% restante. La aerolínea continuó operando bajo la marca Eastern Airways. Bristow también adquirió una participación mayoritaria en la aerolínea australiana Airnorth, otra aerolínea regional que opera aviones regionales de ala fija y turbohélice. Durante este periodo, la red de rutas de la aerolínea se centró en Aberdeen, prestando servicio a la industria petrolera, así como en una operación más pequeña en Newcastle. La aerolínea también inició varias rutas nacionales francesas en 2015, gracias a las subvenciones.
Ante la creciente competencia de las aerolíneas de bajo coste en crecimiento y la agresiva expansión en el Reino Unido de aerolíneas como FlyBe y Wideroe, la aerolínea ha reducido significativamente su red de rutas regulares desde Aberdeen, concentrándose en servicios contratados y chárter, en los que Eastern Airways se había consolidado como líder del mercado.
En marzo de 2017, Eastern volvió a operar en la Isla de Man con vuelos a Belfast, Glasgow y Newcastle, tras el colapso de la aerolínea local Citywing. La aerolínea también se hizo cargo del servicio subvencionado entre Cardiff y Anglesey, lo que facilitó la apertura de una base en Cardiff. El servicio a la Isla de Man se canceló un año después, mientras que el de Cardiff continuó hasta que el Gobierno galés dejó de financiarlo en 2021.
Eastern también operó vuelos desde la Isla de Man al Aeropuerto de la Ciudad de Londres en nombre de British Airways con aviones Saab 2000.
En septiembre de 2017, Eastern recibió el primero de sus dos nuevos ATR 72-600. La aeronave operaba en la ruta Aberdeen-Scatsta en nombre de Bristow Helicopters. Ante las dificultades financieras del Grupo Bristow, en mayo de 2019 vendió el grupo de empresas Eastern Airways a uno de sus fundadores, Richard Lake.

### Franquicia de Eastern Airways y Flybe (2017-2020)
El 21 de septiembre de 2017 se anunció que Eastern Airways entraría en una franquicia con Flybe, a partir del 29 de octubre de 2017. Gracias a esta franquicia, todos los vuelos regulares operados por Eastern Airways llevarían números de vuelo BE (Flybe). Tras la decisión de Loganair de finalizar su colaboración con Flybe, para permanecer en múltiples mercados, Flybe anunció una importante expansión en rutas también operadas por Loganair, utilizando Eastern Airways para operar los servicios, principalmente en las Tierras Altas de Escocia. Esto incluye la introducción de un servicio de jet a Sumburgh por primera vez como parte del plan operativo contratado por Flybe con Eastern Airways. La última de estas nuevas rutas se canceló a finales de 2018, alegando la falta de demanda de dos aerolíneas competidoras, dado que la capacidad se había duplicado en muchas con un tamaño de mercado estático.
El 5 de marzo de 2020, Flybe entró en concurso de acreedores y cesó sus operaciones, lo que resultó en que Eastern Airways reanudara sus vuelos bajo su propia marca. Para aprovechar la desaparición de Flybe, la aerolínea anunció la apertura de una base en el aeropuerto de Southampton, donde Flybe operaba el 95% de los vuelos del aeropuerto, con nuevas rutas a Mánchester y Newcastle, a las que se unirían posteriormente Belfast City y Dublín, además del servicio preexistente a Aberdeen, Leeds-Bradford y Teesside. Las rutas desde Mánchester se cancelaron posteriormente.
En mayo de 2021, Eastern comenzó a volar a Gibraltar por primera vez, con servicios desde los aeropuertos de Birmingham y Southampton; sin embargo, canceló ambas rutas un año después, ya que la recuperación de los viajes internacionales tras la COVID-19 era lenta. La aerolínea también inició el servicio entre Cardiff y Belfast City, buscando cubrir la brecha dejada por la quiebra de Flybe, pero suspendió la ruta a principios de 2022 después de que el Gobierno galés decidiera no reabrir el servicio subvencionado Cardiff-Anglesey, suspendido durante la COVID-19, y cerrar el aeropuerto de Anglesey, ubicado en la base aérea RAF Valley. Esto hizo inviable la operación de la base de Cardiff de la aerolínea como ruta única.

### Contratos subvencionados
Eastern Airways había operado previamente el servicio subvencionado del Gobierno galés entre Cardiff (Gales) y RAF Valley desde 2015 hasta que el gobierno retiró la financiación del servicio en 2022 y no reabrió la conexión Norte-Sur con la capital después de la COVID-19.
En diciembre de 2021, Eastern Airways obtuvo el contrato público para operar un servicio entre Newquay y Londres-Gatwick. Entre 2021 y 2024, el volumen de pasajeros ha vuelto a crecer hasta superar los 85.000 anuales entre Cornualles y Londres en 2024.
Además, en abril de 2022, Eastern Airways obtuvo otro contrato subvencionado en Escocia para operar servicios entre Aberdeen y Wick. Este es el único servicio aéreo con destino al aeropuerto de Caithness operado por el Gobierno escocés/Transport Scotland a través del grupo Highlands and Islands Airports, con el objetivo de revitalizar los viajes aéreos desde esta remota región.
Ambos contratos seguirán operando en 2025 en el ATR 72-600 y el BAe Jetstream 41, respectivamente, generando, directa e indirectamente, más de 80 empleos entre ambos servicios, considerados servicios aéreos vitales.

### Contratos de petróleo y gas
En 2024, con más de una década de experiencia operando entre Aberdeen (Escocia) y las Islas Shetland para múltiples clientes del sector, Eastern Airways obtuvo una extensión de contrato por siete años, en colaboración con Bristow Helicopters, para apoyar a British Petroleum en sus vuelos de enlace entre el Aeropuerto de Aberdeen y el Aeropuerto de Sumburgh con aviones BAe Jetstream 41 y ATR 72.

### Acuerdo conKLM Cityhopper
En marzo de 2024, Eastern Airways inició una operación de integración de aeronaves (ACMI) en nombre de KLM Royal Dutch Airlines, asumiendo la operación de los servicios de KLM a los Países Bajos desde los aeropuertos de Humberside y Teesside, con vuelos adicionales a Mánchester, Glasgow, Newcastle upon Tyne y Norwich en dos Embraer E190 de 100 plazas.
Para octubre de 2024, esta operación se había ampliado a tres aviones Embraer E190, con la incorporación de Bristol como base para KLM, que incluye operaciones a Southampton y Cardiff. Para marzo de 2025, se había añadido una cuarta base en el Reino Unido en Bristol con la incorporación de un cuarto Embraer E190, lo que elevó la capacidad semanal de la aerolínea para KLM a 22.400 asientos y a más de 1,15 millones al año.
A medida que se fortalece la relación ACMI entre KLM Cityhopper y Eastern Airways, se irán incorporando nuevas formas de proteger la crucial conectividad mundial del centro de conexiones de Ámsterdam, fundamental para la prosperidad económica regional del Reino Unido, en consonancia con la expansión de la flota de E-Jets de la aerolínea.

## Destinos
Eastern Airways opera vuelos regulares a los siguientes destinos (en junio de 2025):
| Países      | Destinos           | Aeropuertos                    | Desde | Desde | Desde | Desde |
| Países      | Destinos           | Aeropuertos                    | HUY   | ABZ   | NQY   | JER   |
| ----------- | ------------------ | ------------------------------ | ----- | ----- | ----- | ----- |
| Jersey      | Jersey             | Aeropuerto de Jersey           | X     |       |       |       |
| Reino Unido | Aberdeen           | Aeropuerto de Aberdeen         | X     |       |       |       |
| Reino Unido | Kingston upon Hull | Aeropuerto de Humberside       |       | X     |       | X     |
| Reino Unido | Londres            | Aeropuerto de Londres-Gatwick  |       |       | X     |       |
| Reino Unido | Londres            | Aeropuerto de Londres-Southend |       |       | X     |       |
| Reino Unido | Newquay            | Aeropuerto de Newquay Cornwall |       |       |       |       |
| Reino Unido | Teesside           | Aeropuerto de Teeside          |       | X     |       | X     |
| Reino Unido | Wick               | Aeropuerto de Wick             |       | X     |       |       |

## Flota

### Flota actual

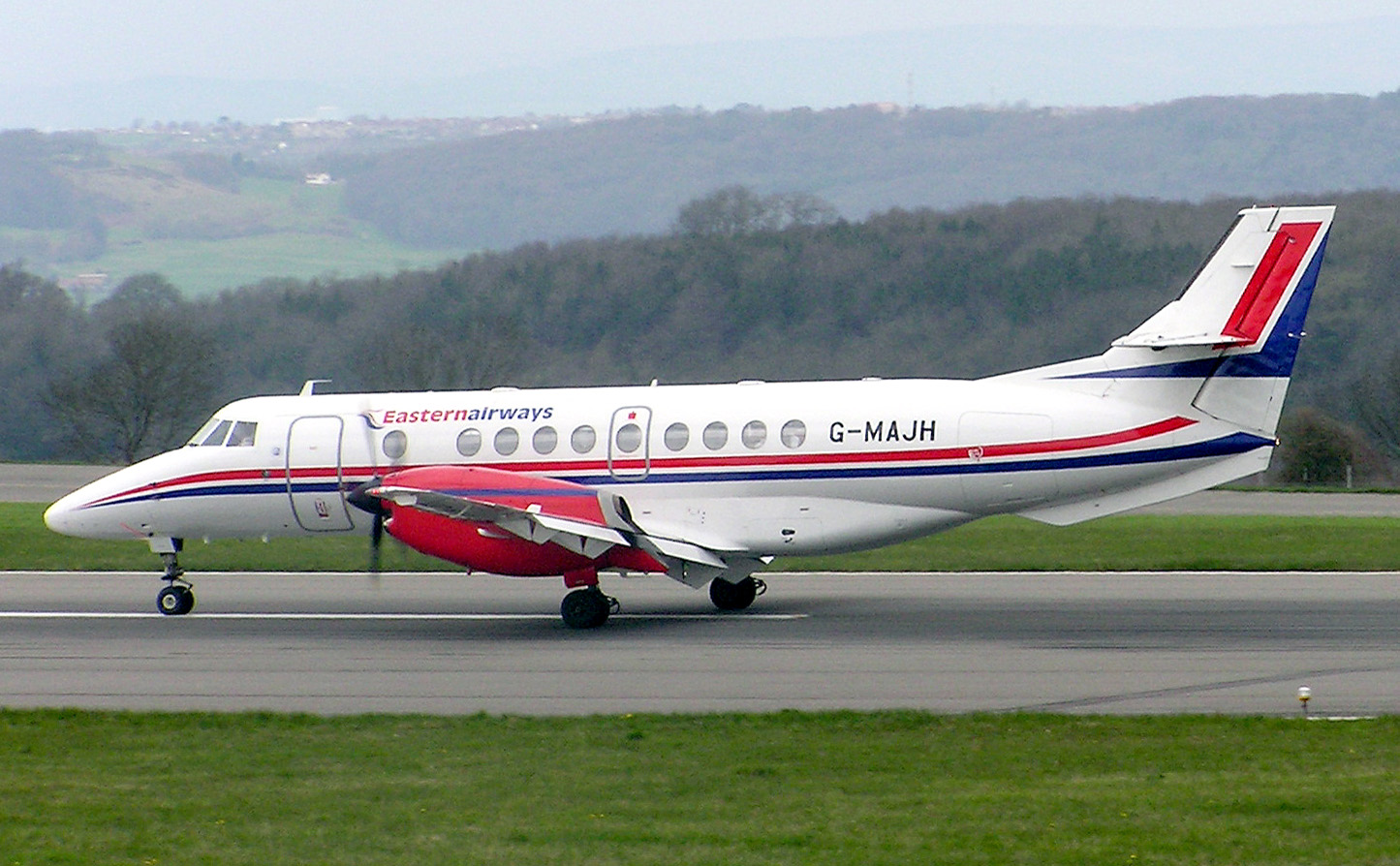
Un Jetstream 41 de Eastern Airways.

La flota de Eastern Airways incluye las siguientes aeronaves:
| Aeronaves        | En servicio | Pedidos | Pasajeros (clase única)                            | Matrículas                                         | Antigüedad                                         | Notas                                                     |
| ---------------- | ----------- | ------- | -------------------------------------------------- | -------------------------------------------------- | -------------------------------------------------- | --------------------------------------------------------- |
| ATR 72-600       | 3           | —       | 70                                                 | G-CMFI                                             | 9,4 años                                           |                                                           |
| ATR 72-600       | 3           | —       | 72                                                 | G-IACY                                             | 7,8 años                                           |                                                           |
| ATR 72-600       | 3           | —       | 72                                                 | G-IACZ                                             | 7,4 años                                           |                                                           |
| BAe Jetstream 41 | 9           | —       | 29                                                 | G-MAJD                                             | 32,5 años                                          | Estacionado en HUY desde 2025                             |
| BAe Jetstream 41 | 9           | —       | 29                                                 | G-MAJB                                             | 31,9 años                                          | Estacionado en HUY desde 2023                             |
| BAe Jetstream 41 | 9           | —       | 29                                                 | G-MAJA                                             | 31,2 años                                          | Estacionado en HUY desde 2023                             |
| BAe Jetstream 41 | 9           | —       | 29                                                 | G-MAJT                                             | 20,6 años                                          |                                                           |
| BAe Jetstream 41 | 9           | —       | 29                                                 | G-MAJK                                             | 29,9 años                                          |                                                           |
| BAe Jetstream 41 | 9           | —       | 29                                                 | G-MAJU                                             | 29,7 años                                          |                                                           |
| BAe Jetstream 41 | 9           | —       | 29                                                 | G-MAJL                                             | 29,2 años                                          |                                                           |
| BAe Jetstream 41 | 9           | —       | 29                                                 | G-MAJY                                             | 28,3 años                                          |                                                           |
| BAe Jetstream 41 | 9           | —       | 29                                                 | G-MAJZ                                             | 28,2 años                                          | Estacionado en HUY desde 2024                             |
| Embraer E-170    | 2           | —       | 76                                                 | G-CMPI                                             | 21,3 años                                          | Estacionado en HUY desde 2025. Arrendado a KLM Cityhopper |
| Embraer E-170    | 2           | —       | 76                                                 | G-CMLI                                             | 19,8 años                                          |                                                           |
| Embraer E-190    | 4           | —       | 106                                                | G-CLSN                                             | 17,6 años                                          | Arrendado a KLM Cityhopper                                |
| Embraer E-190    | 4           | —       | 114                                                | G-CLYU                                             | 15,8 años                                          | Arrendado a KLM Cityhopper                                |
| Embraer E-190    | 4           | —       | 100                                                | G-CMWI                                             | 11,3 años                                          |                                                           |
| Embraer E-190    | 4           | —       | 100                                                | G-CMZI                                             | 11,3 años                                          | Arrendado a KLM Cityhopper                                |
| Total            | 18          | —       | Edad media de la flota (junio de 2025): 21,3 años. | Edad media de la flota (junio de 2025): 21,3 años. | Edad media de la flota (junio de 2025): 21,3 años. | Edad media de la flota (junio de 2025): 21,3 años.        |

### Flota histórica
| Aeronaves                           | Total | Introducido | Retirado | Matrículas                                                                              |
| ----------------------------------- | ----- | ----------- | -------- | --------------------------------------------------------------------------------------- |
| BAe Jetstream 31                    | 3     | 1997        | 2007     | G-BLKP, G-IJYS, G-EEST,                                                                 |
| BAe Jetstream 32                    | 11    | 1999        | 2015     | G-OAKJ, G-BUIO, G-OEST, G-BYMA, G-CBCS, G-BYRA, G-BYRM, SE-LHG, G-BUVC, G-BUVD y G-CBDA |
| Beechcraft King Air                 | 1     | 2008        | 2009     | G-CFBX                                                                                  |
| De Havilland Canada Dash 8          | 3     | 2011        | 2012     | G-WOWA, G-WOWB y G-WOWE                                                                 |
| Dornier 328                         | 1     | 2006        | 2006     | D-CIRB                                                                                  |
| Embraer ERJ-135                     | 4     | 2002        | 2024     | G-CGMB, G-CGMC, SE-RAA, SE-RAB                                                          |
| Embraer ERJ-145                     | 8     | 2004        | 2021     | PH-DND, 2-TEZK, G-CCYH, G-CCLD, G-EMBP, G-CGWV, G-CHMR y G-CISK                         |
| Fairchild Swearingen Metroliner III | 1     | 1997        | 1998     | TF-BBG                                                                                  |
| Fokker 50                           | 1     | 2001        | 2001     | SE-LEC                                                                                  |
| Saab 340                            | 1     | 2003        | 2003     | SE-KRN                                                                                  |
| Saab 2000                           | 11    | 2004        | 2020     | G-CDKA, G-CCTJ, G-CERY, G-CDEA, G-CDKB, SE-LOM, G-CDEB, G-CIEC, G-CFLV, G-CERZ y G-CFLU |